# Danh Vo

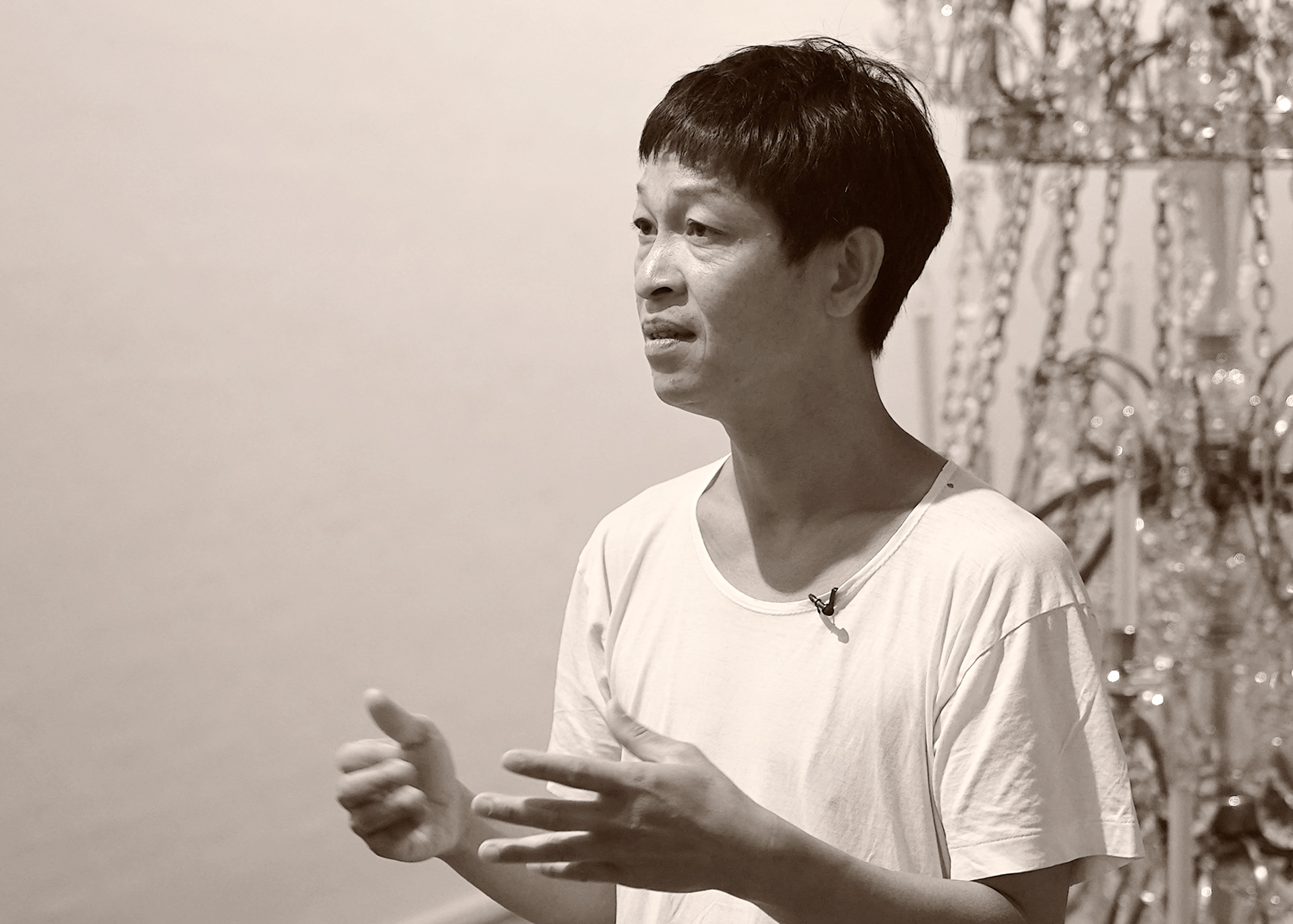
Danh Vō (2018)

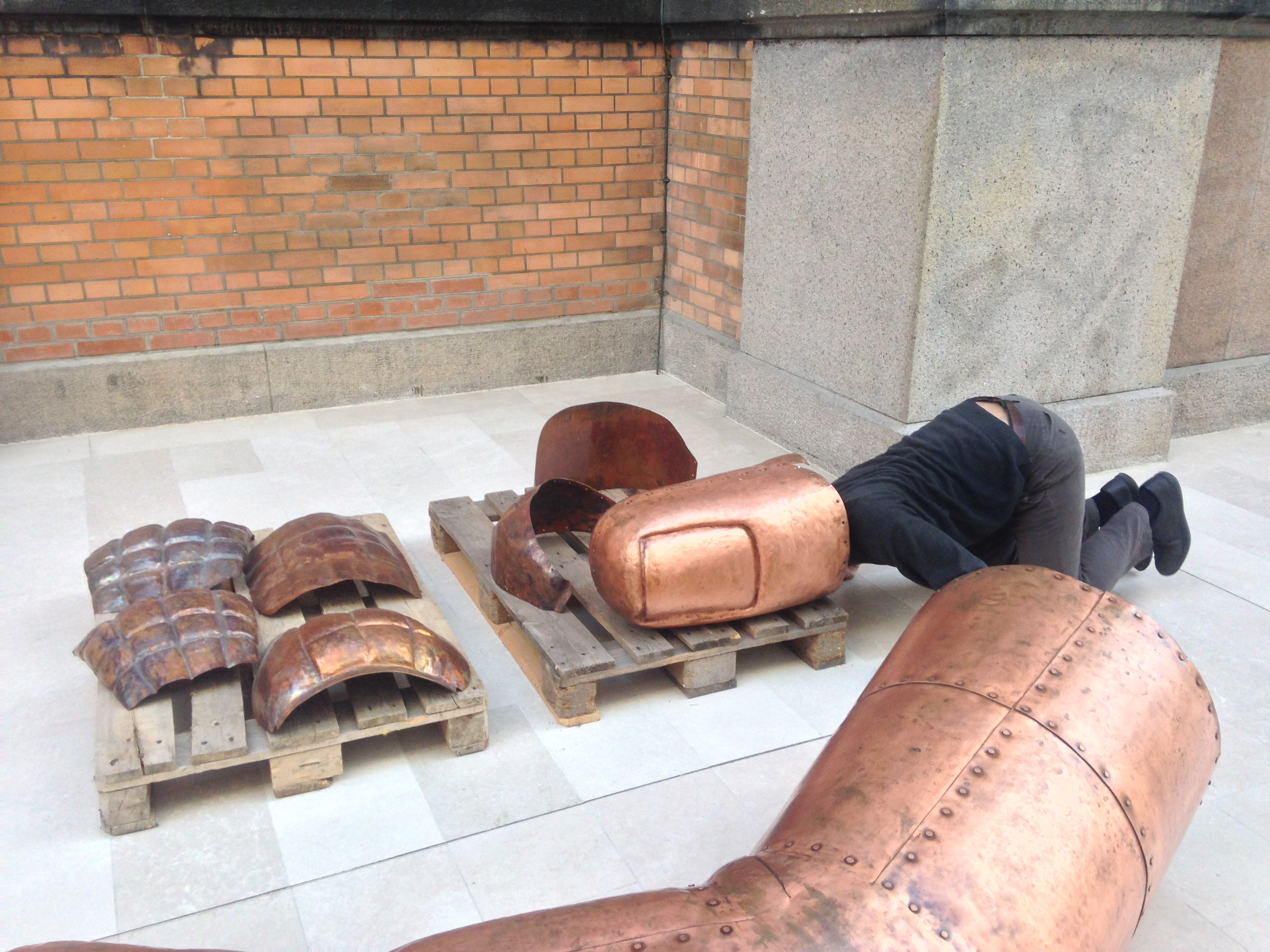
Installationen "We The People", 2010–13, på Nationalmuseet i Köpenhamn 2013

Danh Vō, född 1975 i Ba Ria i Vietnam 1975,  är en dansk koncept- och installationskonstnär. 
Danh Vōs familj flyttades 1975 från provinsen Ba Ria-Vung Tau till ön Phu Quoc i Vietnam. När han var fyra år gammal flydde hans familj 1979 Phu Quoc i en båt, togs upp till havs av ett danskt fartyg och kom till Danmark. Danh Vō utbildade sig i målning på Det Kongelige Danske Kunstakademi i Köpenhamn och på Städelschule i Frankfurt i Tyskland. Han hade sin första separatutställning 2005 på Galerie Klosterfelde i Berlin.
Han deltog i Venedigbiennalen 2013. I januari 2017 utsågs han av Statens konstråd att utföra den konstnärligt utsmyckningen av den planerade nya underjordiska järnvägsstationen i Göteborg, en del av Västlänken. Vo är representerad vid bland annat Kalmar konstmuseum.
2019 mottog han Prins Eugen-medaljen för framstående konstnärlig gärning.